# Поццоль-Гроппо
Поццоль-Гроппо (итал. Pozzol Groppo) — коммуна в Италии, располагается в регионе Пьемонт, в провинции Алессандрия.
Население составляет 389 человек (2008 г.), плотность населения составляет 28 чел./км². Занимает площадь 14 км². Почтовый индекс — 15050. Телефонный код — 0131.
Покровителем коммуны почитается святой Лаврентий, празднование 10 августа.

## Демография
Динамика населения:

## Администрация коммуны
- Официальный сайт: